# مقاطعة نير
مقاطعة نير (بالفارسية: شهرستان نیر) هي إحدى مقاطعات في محافظة أردبيل في إيران. مركز مقاطعة نير هو مدينة نير.
1. 1 2 3  "نتایج سرشماری جمعیت به تفکیک تقسیمات کشوری سال 1395" (بالفارسية).